# Conradina
Conradina es un género con cinco especies de plantas con flores perteneciente a la familia Lamiaceae. Es originario del sudeste de los Estados Unidos.

## Descripción
Son plantas perennes con un porte arbustivo, que adoptan una forma redondeada. La Conradina canescens tiene un desarrollo arbustivo, con un tamaño medio, y puede alcanzar los 2 metros de altura. En verano nacen las flores con una coloración violeta. Son muy parecidas a Salvia rosmarinus (Romero).

## Taxonomía
El género fue descrito por Asa Gray y publicado en Proceedings of the American Academy of Arts and Sciences 8: 294–295. 1870. La especie tipo es: Conradina canescens A.Gray

## Especies aceptadas
A continuación se brinda un listado de las especies del género Conradina aceptadas hasta septiembre de 2014, ordenadas alfabéticamente. Para cada una se indica el nombre binomial seguido del autor, abreviado según las convenciones y usos.	
- Conradina canescens A.Gray
- Conradina etonia Kral & McCartney
- Conradina glabra
- Conradina grandiflora
- Conradina verticillata Jennison